# Giro del Veneto 1974
Il Giro del Veneto 1974, quarantasettesima edizione della corsa, si svolse il 7 settembre 1974 su un percorso di 243,5 km. La vittoria fu appannaggio del belga Roger De Vlaeminck, che completò il percorso in 6h07'00", precedendo gli italiani Costantino Conti e Giovanni Battaglin.
Sul traguardo di Montegrotto Terme terminarono la prova almeno 61 corridori.

## Ordine d'arrivo (Top 10)
| Pos. | Corridore          | Squadra            | Tempo    |
| ---- | ------------------ | ------------------ | -------- |
| 1    | Roger De Vlaeminck | Brooklyn           | 6h07'00" |
| 2    | Costantino Conti   | Zonca              | s.t.     |
| 3    | Giovanni Battaglin | Jollj Ceramica     | s.t.     |
| 4    | Wladimiro Panizza  | Brooklyn           | s.t.     |
| 5    | Giuseppe Perletto  | Sammontana         | a 18"    |
| 6    | Antoon Houbrechts  | Bianchi-Campagnolo | s.t.     |
| 7    | Walter Riccomi     | Sammontana         | a 2'57"  |
| 8    | Mauro Landini      | Dreher forte       | s.t.     |
| 9    | Enrico Maggioni    | Dreherforte        | a 2'59"  |
| 10   | Franco Bitossi     | Scic               | a 4'12"  |